# Mohammed Nizamul Huq Nassim
Pour les articles homonymes, voir Huq.
Mohammed Nizamul Huq Nassim (anglicisé aussi comme : Nizamul Haque Nasim ou Nizamul Haque Nizam), né le 15 mars 1950, est juge à la Division Haute Cour de la Cour suprême du Bangladesh. Il a présidé le groupe de trois juges qui a officié au Tribunal pénal international du Bangladesh jusqu'à sa démission le 11 décembre 2013,.

## Vie privée
Nizamul Huq est le fils de Nurul Huq, son père, et d'Asia Khatun, sa mère. Il a fréquenté le lycée du Jubilé du gouvernement de Patuakhali dans le district de Patuakhali.

## Carrière
Nizamul Huq était trésorier et avocat pour l'organisation bangladaise de défense des droits de l'homme, Odhikar (en), avant de rejoindre la Haute Cour,
Huq a d'abord été nommé juge à la Haute Cour par le président Shahabuddin Ahmed, ancien président de la Cour suprême,,. Il a été reconduit à la Haute Cour par le Président Zillur Rahman, le 24 mars 2009,
Huq était membre du Secrétariat de la Commission populaire, qui a préparé des preuves en 1994 devant le tribunal au sujet des accusés, que Huq allait juger plus tard, et il a ensuite délibéré sur le rapport comme preuve lors des procès pour crimes de guerre,. Par la suite, il a été nommé à la tête du Tribunal pénal international le 25 mars 2010 et a démissionné le 11 décembre 2012 dans un climat de controverse, après que ses appels Skype avec Ahmed Ziauddin ont été révélés par Amar Desh et The Economist,,. Il a été remplacé par Fazle Kabir. Par la suite, il a réintégré la Haute Cour et entend des affaires civiles.

## La controverse Skype
Nizamul Huq a démissionné de son poste pour des « raisons personnelles » et peu de temps après la publication des dix-sept heures complètes de conversations Skype et des 230 courriels qu'il avait reçus de Ziauddin par Skype,. De décembre 2012 à mars 2013, on ne savait pas qui avait eu accès aux conversations Skype et aux e-mails ni comment ces documents avaient été obtenus, bien que les éditeurs du contenu aient d'abord été soupçonnés. En 2013, le journaliste David Bergman a rapporté qu'il avait appris que Huq avait transféré la totalité de son disque dur sur plusieurs ordinateurs et qu'une société de sécurité basée aux États-Unis avait déclaré que des personnes ayant un accès légal à ces disques avaient donné les fichiers à ses agents. Dans l'article de New Age, Bergman cite James Mulvaney, de Guardian Consulting LLC et de l'entreprise de sécurité privée à qui une source anonyme a remis les documents, dit :

« ... ceux qui ont fourni des copies des documents aux agents de l'entreprise n'ont pas enfreint la loi puisqu'ils provenaient de personnes ayant un accès légal à n'importe quel nombre de disques durs sur lesquels les preuves étaient stockées et étaient ou sont disponibles. Nous n'avons pas piraté son ordinateur. »

L'entreprise a déclaré qu'elle avait été payée 100 000 dollars par un client qui mettait en doute la neutralité du Tribunal pénal international du Bangladesh. Le tribunal des crimes de guerre a accusé The Economist et Amar Desh de « pirater » les ordinateurs de Huq.
Dans son article « Le procès de la naissance d'une nation » (12 décembre 2012), The Economist dit qu'il ne publierait normalement pas de correspondance privée, a nié avoir payé pour les documents et a reconnu les questions d'éthique de la presse, mais a invoqué « l'intérêt public » pour justifier sa décision. Le magazine a écrit : « Ces courriels, s'ils étaient authentiques, soulèveraient en effet des questions sur le fonctionnement de la Cour et nous sommes tenus de les examiner aussi complètement que possible ». Il a également écrit au sujet de sa couverture de la cachette : « Il y a un risque non seulement qu'une erreur judiciaire n'affecte les accusés, mais aussi que les torts que le Bangladesh a déjà subis soient aggravés par le processus vicié du tribunal. Cela ne guérirait pas les blessures du pays, mais les aggraverait. ». Le tribunal a qualifié l'article du magazine britannique sur la conversation Skype d'«  ingérence  » et de «  violation  » de la vie privée et a ordonné à ses représentants de comparaître devant le tribunal au Bangladesh pour répondre d'outrage au tribunal,.
La publication de citations textuelles tirées des conversations Skype entre Nizamul Huq et Ahmed Ziauddin par le journal bangladais Amar Desh a révélé l'intervention du gouvernement dans le système judiciaire et le Tribunal pénal international du Bangladesh, que Huq a dirigé Huq a déclaré dans la vidéo largement disponible (citée dans le magazine Foreign Policy du 21 décembre 2012) que le gouvernement dirigé par la Ligue Awami est « absolument fou d'un jugement. Le gouvernement est devenu complètement fou. Ils sont devenus complètement fous, je vous le dis. Ils veulent un jugement avant le 16 décembre.... C'est aussi simple que ça. »,,. Plus loin dans la vidéo, il admet qu'il a rencontré publiquement un ministre nommé par le gouvernement et qu'il a subi des pressions de la part de ce ministre pour obtenir des verdicts rapides ». Huq a dit, le ministre «  est venu me rendre visite ce soir. Il m'a demandé de rendre ce verdict rapidement ». Je lui ai dit : « Comment puis-je faire ça ? ».... Il a dit : « Essaie aussi vite que possible. ». Le journal Amar Desh a également publié des courriels de Huq à Ziauddin.Une accusation de sédition a été déposée le 14 décembre 2012 contre le rédacteur en chef d'Amar Desh, Mahmudur Rahman. Le 11 avril 2013, le gouvernement a arrêté Mahmudur Rahman, rédacteur en chef de l'Amar Desh, pour sédition et cybercriminalité concernant les vidéos Skype et leur publication dans son journal.
En décembre 2012, le tribunal a, par ordonnance, interdit aux médias de publier des documents ou des comptes rendus de ces conversations Skype,.Selon des sources d'information, les vidéos des conversations entre Huq et Ziauddin ont été postées sur YouTube.